# Pehr Osbeck

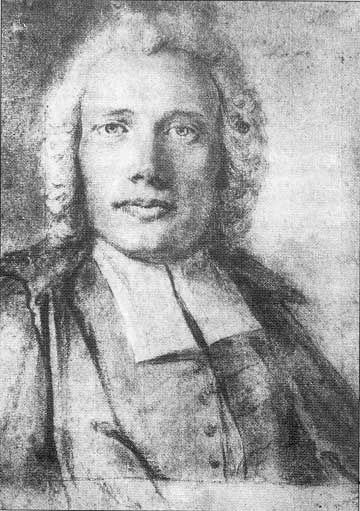
Pehr Osbeck (undatiert)

Pehr Osbeck (Aussprache [ˌpæːʁ ˈuːsbɛk], * 9. Mai 1723 im Socken Hålanda, heute Gemeinde Ale; † 23. Dezember 1805 in Hasslöv) war ein schwedischer Pfarrer, Weltreisender und Naturforscher. Sein offizielles botanisches Autorenkürzel lautet „Osbeck“.

## Leben
Osbeck benannte sich selbst nach dem kleinen Ort Oset, in dem er geboren wurde. Seine Eltern waren Hans Andersson, der bereits in den ersten Lebensjahren des Jungen verstorben war, und dessen Frau Ragnhild (geborene Andersdotter). Er begann, gefördert von wohlwollenden Unterstützern, 1745 das Studium an der Universität Uppsala und wurde noch im selben Jahr zum Schüler Carl von Linnés. Von 1750 bis 1752 nahm er, zunächst als Schiffspfarrer angestellt, an einer Ostasien- und Chinareise teil, die ihn in die Region um Kanton und auf die Insel Java führte. Bei seiner Rückkehr hatte er 900 neue Gewächsarten dabei und überreichte diese Carl von Linné. 1760 wurde er zum Pfarrer in Hasslöv in der Provinz Halland ernannt, 1773 zum Propst und 1778 Doktor der Theologie. Osbeck war seit 1758 Mitglied der Königlich Schwedischen Akademie der Wissenschaften und gehörte zu den Gründungsmitgliedern der Königlichen Wissenschafts- und Literaturgesellschaft in Göteborg. Am 15. April 1772 wurde er mit dem akademischen Beinamen Philolaus Crotoniensis zum Mitglied der Leopoldina gewählt (Matrikel-Nr. 767).
Osbeck war mit Susanna Dahlberg verheiratet und hatte einen Sohn Karl Gustaf Osbeck (1766–1841), der Arzt wurde.

## Ehrungen

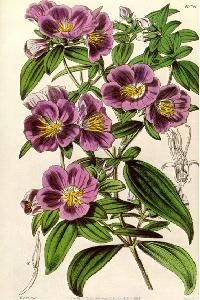
Osbeckia chinensis

Osbeck zu Ehren wurden die Gattungen Osbeckia L. und Osbeckiastrum Naudin aus der Pflanzenfamilie der Schwarzmundgewächse (Melastomataceae) benannt.

## Werke
- Dagbok öfwer en ostindisk resa åren 1750. 1751. 1752. Med anmärkningar uti naturkunnigheten, främmande folkslags språk, seder, hushållning. Stockholm 1757 (archive.org).
- Fragmenta ichthyologiae Hispanicae. In: Nova Acta Physico-Medica Academiae Caesareae Leopoldino-Carolinae Naturae Curiosorum. Band 4, Nürnberg, 1770, S. 99–104.
- Utkast til beskrifning öfver Laholms prosteri. 1796 (schwedisch, runeberg.org).